# 泥河水库 (黑龙江)
泥河水库，位于中华人民共和国黑龙江省哈尔滨市呼兰区与绥化市兰西县交界处，是泥河下游的一座大型平原水库。水库工程于1958年开工，后受文化大革命影响而停建，1975年复工，1977年竣工。水库是一座以防洪除涝为主，兼顾灌溉、养鱼等综合利用功能。坝址以上集水面积1515平方千米，总库容1.13亿立方米，兴利库容0.62亿立方米。水库大坝为亚黏土均质坝，主坝长4310米，平均坝高6.8米，坝宽7米。水库的建成有效保护了下游6个乡镇、9.5万人口、2万公顷耕地及哈黑、哈绥两条公里的防洪安全。